# Hagalunds vattentorn

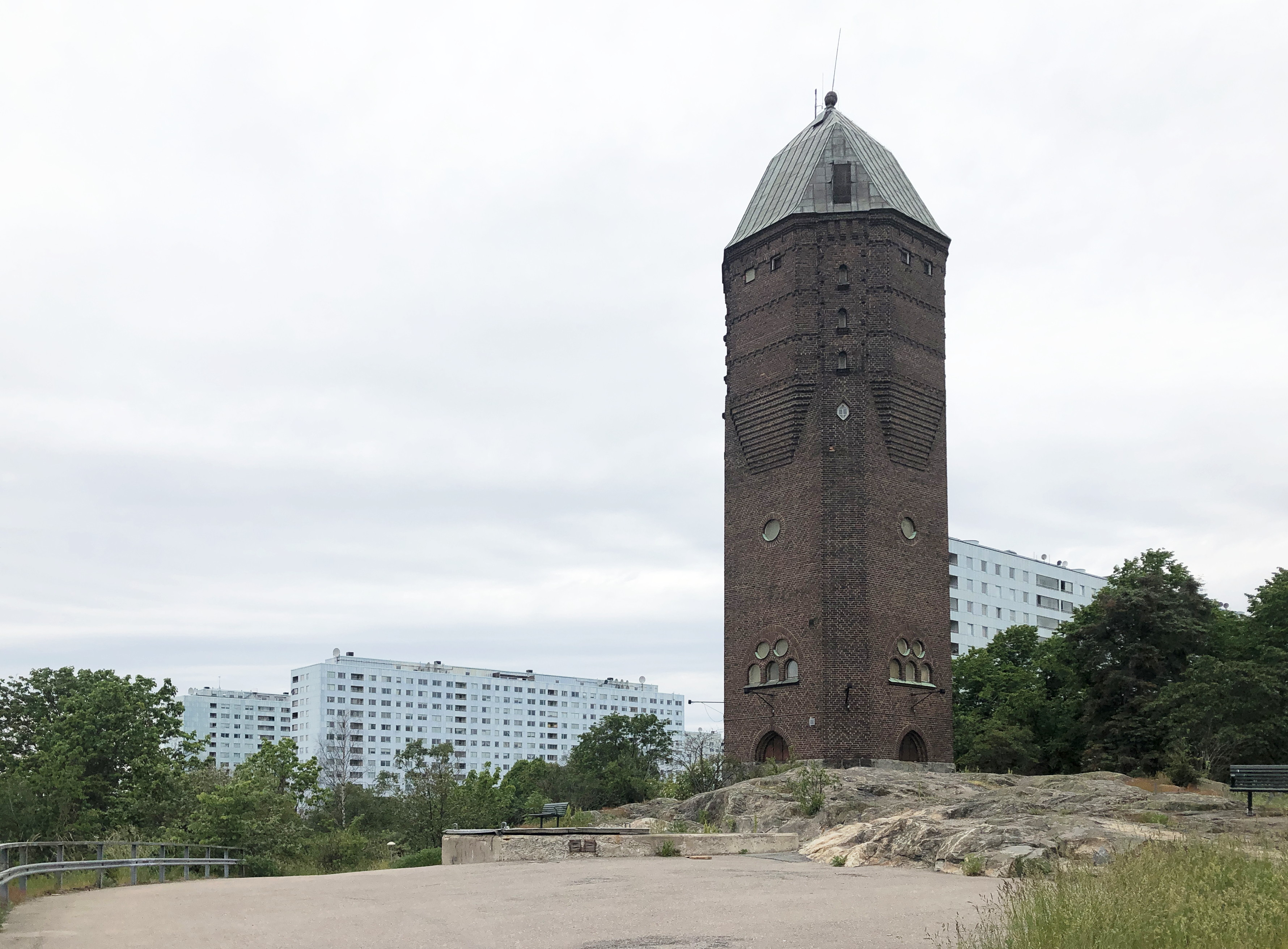
Vattentornet och Hagalundberget, 2019.

Hagalunds vattentorn är ett numera nedlagt vattentorn i Solna. Tornet, som invigdes 1912, hämtade sitt vatten från rullstensåsen vid Frösundavik. 

## Historia

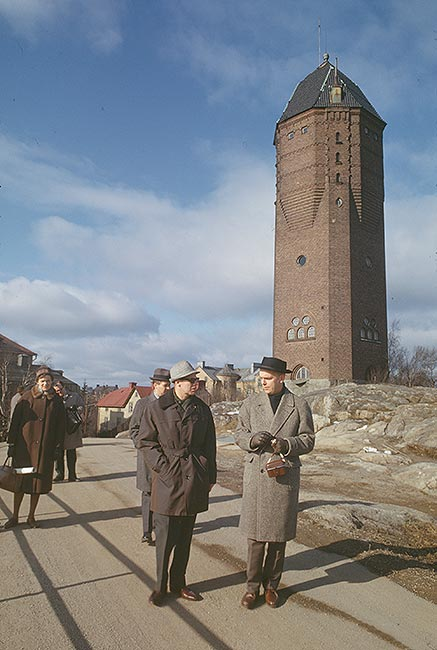
Hagalunds vattentorn 1964

Hagalund (numera en stadsdel i Solna) började byggas 1890. När Hagalundstunneln byggdes för järnvägen 1908 sänktes grundvattennivån och brunnarna i Hagalund sinade. Man ansökte då att pumpa vatten ifrån rullstensåsen vid Frösundavik. Där skulle en pumpstation uppföras och drygt fem kilometer ledningar grävas ner fram till Hagalundsberget och ett nytt vattentorn. Municipalstämman lånade upp 250 000 kronor för projektet med samhällets fastighetsägare som garanter.
Det nya vattentornet ritades av arkitekterna  Ivar Tengbom och Ernst Torulf tillsammans med brodern Helge Torulf, kapten i Väg- och vattenbyggnadskåren, som planlagt vattenarbetena, i stram nationalromantisk stil. Det reser sig 62 meter över havet och reservoaren rymde 250 m³ vatten. I tornet fanns även en bostad om två rum och kök för maskinisten. Bygget startade 1911 och tornet invigdes åtta månader senare.
Tillgången på vatten blev god och på 1920-talet kunde  även Huvudsta anslutas. Redan i slutet av 1930-talet togs det dock ur bruk, som inte längre nödvändigt sedan kommunalförbundet Norrvatten (vilket Hagalund varit med och grundat) tagit Görvälnverket i bruk.
Under senare år har Rosie Björkman haft hand om tornet för sin häxförenings okulta verksamhet.